# Sierra de Pela (Badajoz)
La sierra de Pela (Badajoz) es una  sierra que se sitúa en el noreste de la provincia de Badajoz. Si bien una sierra es un subconjunto de montañas que están dentro de otro conjunto más grande, también se les llama así al total de unas serie de montes que no están en una cordillera, que es el caso de la Sierra de Pela.  Está dentro de la  siberia extremeña en su mayor parte y también, en menor superficie, en la  comarca de la Serena. La parte nordeste de la sierra está en las cercanías del límite de la provincia con Ciudad Real y su eje lo forma el Embalse de Orellana sobre el que vierte principalmente sus aguas.

## Historia
La zona de la sierra de Pela estuvo ocupada por el hombre desde tiempos prehistóricos ya que se han encontrado gran cantidad de elementos como son necrópolis, dólmenes y pinturas rupestres. En la  época romana también fue habitada como lo demuestran los restos encontrados de villas, obras hidráulicas, calzadas, etc.    Los árabes también estuvieron asentados en esta zona y sus principales actividades se ciñeron, fundamentalmente a las tradicionales de minería, ganadería y agricultura. Durante la Reconquista, la sierra de Pela fue testigo de gran cantidad de batallaspor dominar estos territorios que tenían una posición estratégica excelente y bastante agua. Dejaron construidos, tanto cristianos como musulmanes gran cantidad de castillos, fortificaciones, torres de vigilancia, etc. Cuando se llevó a cabo la reconquista definitiva de esta zona, pasó a pertenecer a las  Órdenes Militares de Alcántara y del Temple.  La localidad de  Orellana tiene un gran conjunto de castillos, palacios y casas fuertes.

## Medio natural
Este LIC se conforma como una gran llanura  precámbrica de pendientes suaves, sobre las que emergen las sierras  paleozoicas de noreste a oeste a lo largo de unos 38 km, donde viven miles de  anátidas, gaviotas y grullas.
El macizo tiene materiales precámbricos paleozoicos, cuaternarios y plicuaternarios.
Desde el punto de vista morfológico, hay tres unidades físicas diferentes y complementarias: la penillanura, el río Guadiana y la sierra. La climatología es del mediterráneo subtropical, con veranos cálidos e inviernos templados tirando a frescos y poco lluviosos. Las temperaturas medias oscilan entre los 34 °C.de máxima y 16 °C de mínima. Las lluvias son bastante escasas teniendo una media anual de 590 mm/metro cuadrado.

## Hidrología
Toda la zona de la «Sierra de Pela» está dentro de la cuenca hidrográfica del Guadiana, el cual está represado por el Embalse de Orellana que tiene 37 km desde la presa hasta la cola del embalse, una capacidad máxima de embalse de 824  hectómetros cúbicos y anega una totalidad de 5500 hectáreas. Esta cuenca no tiene afluentes de gran importancia pero la Sierra de Pela aporta agua a través de muchos y pequeños regatos, arroyos y riachuelos como los de Bodeguillas, Grande, Valsecas, Casas y Santa Bárbara que desaparecen prácticamente en el estío.

## Fauna
En las llanuras que están, sobre todo, en la zona sur del embalse, destacan la ganga, la cojugada, la avutarda, la calandria, el sisón, y collalba. En la zona del embalse y los montes que lo rodean se han contado nueve familias de fauna acuática con unas treinta especies o más, que usan el agua del embalse. Por ejemplo, de grullas hay unos 14 000 ejemplares y de gaviotas hay más de 20 000 ejemplares que se instalan en el embalse como zona de estancia casi peremne, permaneciendo en él gran parte o todo el día.
Respecto a las aves, se puede decir que es el grupo de la fauna más importante en las sierras. Hay especies como el águila real, el águila pescadora, el águila perdicera, el alimoche, el avión roquero, el buitre entre las más importantes.  En las dehesas que se entienden a lo largo de las laderas y llegann hasta, prácticamente, la orilla del Embalse se pueden ver el la urraca, el rabilargo y la tórtola.